# FK Torpedo Minsk
FK Toredo (Tapeda) (vitryska: Футбольны клуб Тарпеда Мінск, Futbolnij Klub Tapeda) är en vitrysk fotbollsklubb i Minsk. 

## Historia
- 1947: Torpedo
- 1999: Torpedo-MAZ
- 2003: Torpedo-SKA
- 2005: upplöst
- 2007: Torpedo-MAZ
- 2014: Torpedo
- 2019: upplöst efter säsonger

## Placering tidigare säsonger
| Säsong | Nivå | Liga          | Placering | Referens | Notering                           |
| ------ | ---- | ------------- | --------- | -------- | ---------------------------------- |
| 2016   | 2    | Peršaja liha  | 9         | [ 1 ]    |                                    |
| 2017   | 2    | Peršaja liha  | 3         | [ 2 ]    | Uppflyttad till Vysshaya Liga 2018 |
| 2018   | 1    | Vysshaya Liga | 14        | [ 3 ]    |                                    |
| 2019   | 1    | Vysshaya Liga | 16        | [ 4 ]    | Upplöst                            |

## Trupp 2019
Uppdaterad: 10 maj 2019
| Nr | Land            | Pos | Namn                 |
| -- | --------------- | --- | -------------------- |
| 4  | Ryssland        | F   | Andrei Vasilyev      |
| 6  | Ryssland        | F   | Igor Gubanov         |
| 7  | Belarus         | MF  | Syarhey Hlyabko      |
| 8  | Belarus         | MF  | Aleksey Butarevich   |
| 9  | Ukraina         | MF  | Oleksandr Batyschev  |
| 10 | Frankrike       | A   | Hicham El Hamdaoui   |
| 11 | Elfenbenskusten | A   | Cédric Kouadio       |
| 13 | Belarus         | F   | Andrey Pilipovets    |
| 15 | Belarus         | F   | Vyacheslav Krivulets |
| 17 | Belarus         | A   | Mikita Nyakrasaw     |
| 20 | Belarus         | F   | Roman Gaev           |
| 21 | Belarus         | F   | Dmitry Tamelo        |
| 23 | Belarus         | MF  | Pavel Klenyo         |

| Nr | Land     | Pos | Namn                 |
| -- | -------- | --- | -------------------- |
| 25 | Belarus  | MF  | Yevgeniy Yelezarenko |
| 27 | Belarus  | F   | Igor Shumilov        |
| 28 | Ryssland | MV  | Artyom Leonov        |
| 31 | Belarus  | MV  | Artem Makavchik      |
| 32 | Belarus  | F   | Vladislav Glinskiy   |
| 35 | Belarus  | MV  | Raman Stsyapanaw     |
| 47 | Belarus  | A   | Sergey Lynko         |
| 49 | Belarus  | MF  | Aleksandr Dzhigero   |
| 57 | Ryssland | MF  | Kirill Orekhov       |
| 59 | Belarus  | F   | Roman Krivulkin      |
| 77 | Ukraina  | A   | Oleksiy Zbun         |
| 80 | Belarus  | F   | Alyaksey Abramaw     |
| 99 | Belarus  | MF  | Dmitry Lisakovich    |